# The Sound of the Life of the Mind
The Sound of the Life of the Mind è il quarto album discografico del gruppo musicale rock statunitense Ben Folds Five, pubblicato nel 2012 a tredici anni di distanza dal precedente.

## Tracce
Testi e musiche di Ben Folds tranne dove indicato.
1. Erase Me – 5:15
2. Michael Praytor, Five Years Later – 4:32
3. Sky High – 4:42 (testo: Darren Jessee – musica: Jessee)
4. The Sound of the Life of the Mind – 4:10 (testo: Nick Hornby – musica: Folds)
5. On Being Frank – 4:33
6. Draw a Crowd – 4:14
7. Do It Anyway – 4:23
8. Hold That Thought – 4:14
9. Away When You Were Here – 3:30
10. Thank You for Breaking My Heart – 4:50

## Formazione
- Ben Folds - voce, piano, tastiere
- Darren Jessee - batteria, percussioni, voce
- Robert Sledge - basso, synth, contrabbasso, voce